# Gobiobotia longibarba
Gobiobotia longibarba är en fiskart som beskrevs av Fang och Wang, 1931. Gobiobotia longibarba ingår i släktet Gobiobotia och familjen karpfiskar. IUCN kategoriserar arten globalt som otillräckligt studerad. Inga underarter finns listade i Catalogue of Life.